# 松阪肉牛協会
松阪肉牛協会（まつさかにくうしきょうかい）は、松阪牛の出荷業者と食肉業者によって設立された組織。厳選された牛肉を会員に提供し、松阪牛ブランドの信頼維持を目的としており、歴代会長は松阪市長が務めている。松阪牛協議会による統一定義が制定されるまで、この協会が制定した松阪牛の定義が一般に認知されていた。
会員企業はケヤキ製の会員証を店頭に掲げることで消費者に対して松阪牛の正規販売店であることを訴求する。会員は年間2頭分以上の松阪牛を仕入れる、産地偽装を行わないなどの規約を遵守することが求められ、違反した場合は除名される。

## 活動状況

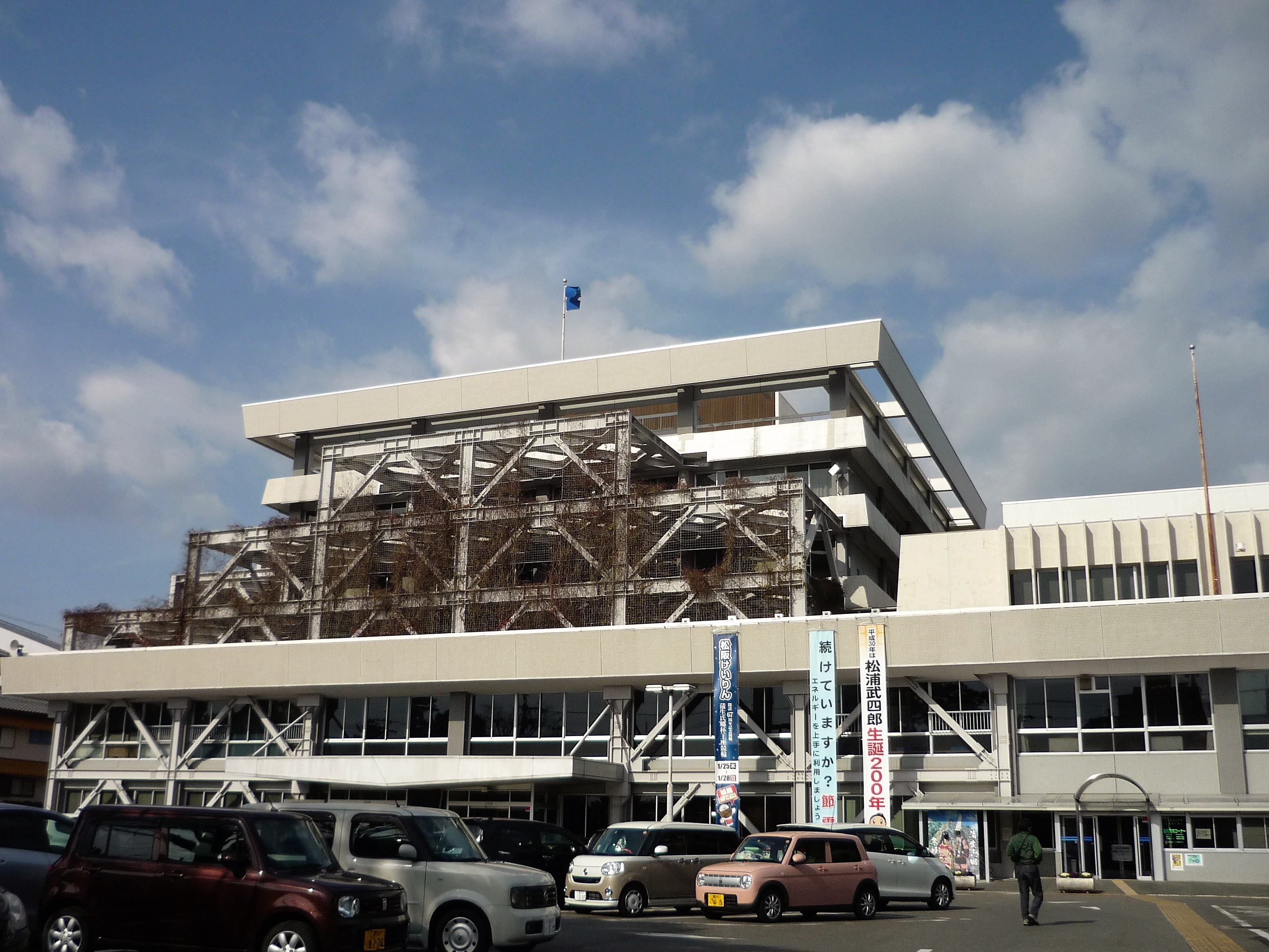
事務局のある松阪市役所

松阪肉牛協会は1958年（昭和33年）に結成された。松阪市の外郭団体の位置づけであり、会長は時の松阪市長が兼任し、松阪市役所に事務局を置いている。協会の目的は、厳選した牛肉を提供し、松阪牛のブランドの信頼を維持することである。松阪牛に関わる組織の集合体である「松阪牛連絡協議会」の構成団体の1つであり、協議会長も松阪市長が務めている。
協会には家畜商、問屋、小売店、レストランが加盟しており、2004年（平成16年）時点の会員数は293名、2015年（平成17年）時点の会員数は243名である。設立経緯が東京方面への販路拡大であった経緯から会員の7割が関東地方の会員である。バブル景気に沸いていた1990年（平成2年）の時点では入会できる数を450名に限定しており、東京都で100名、三重県で70名が会員枠の欠員待ちをしている状態であった。
入会すると会員証としてケヤキ製の盾が配布される。小売店ではこれを店頭に掲げて消費者に松阪牛の正規販売店であることを示す。会員は毎年更新制で、更新すると「松阪肉販売店指定証」が発行される。2015年（平成27年）度の会員向けの松阪牛出荷頭数は2,080頭であったが、会員は生産者に対して松阪牛の増産を迫っている。
年間2頭分以上仕入れなければ除名となる厳しい規約がある。また他府県産の牛肉を松阪牛として販売する、あるいは不当に安値で松阪牛を販売すると除名になるという規定もある。実際にこれらの規定により2010年（平成22年）までに4名の除名処分者が出ている。
真正の松阪牛は「松阪牛個体識別管理システム」に登録され、三重県松阪食肉公社が「松阪牛シール」と「松阪牛証明書」を発行する。これに加えて松阪肉牛協会が松阪牛肉証を発行する。販売店によってはさらに独自のシールを貼付して松阪牛であることを主張している。松阪市当局としては食肉公社の松阪牛シールと松阪牛証明書に一本化したい意向であるが、私的独占の禁止及び公正取引の確保に関する法律（独占禁止法）や不当景品類及び不当表示防止法（景品表示法）に抵触する恐れがあるため、これを強制することはできない。特にシステム導入初期は大手事業者や老舗事業者が長年の信頼を盾に、松阪牛シールを使わない傾向にあった。
松阪肉牛協会の取り組みは、他のブランド牛肉産地でも手本とされることがあり、例えば佐賀牛は「佐賀牛販売指定店」の認定に年間6頭分以上仕入れること、という条件を設けた。

## 歴史
松阪牛は第二次世界大戦前まで「伊勢牛」の名で流通していたが、1955年（昭和30年）に宇治山田市が伊勢市に改名したことから、松阪市ではなく伊勢市が産地であると誤解される可能性が生じた。そこで家畜商や精肉店の間で話し合いが持たれ、「松阪肉」に改称することを決定した。一方この頃、日本国民の所得向上により高級食材への関心が高まり、松阪牛の肥育頭数も増加を続けていた。
そのような背景の下に、産地側の松阪の出荷業者と消費地側の東京の食肉業者の間で1958年（昭和33年）に結成されたのが「松阪肉牛協会」である。設立総会は東京のスエヒロで開かれた。松阪牛の供給量が増えてきたので、東京への出荷を増やすことが狙いであった。協会では東京に松阪牛を売り込むのに際して以下のような定義を制定した。
1. 雲出川から宮川の間の地域[注 1]で肥育すること
2. 6か月以上肥育すること
3. メスの処女牛であること
4. 枝肉の格付けが上規格以上（肉質等級特選、特上、上、中、並のうち上以上） であること

この定義の制定と遵守により、まずは東京で松阪牛が高級牛肉として認知されていくようになった。その後、生産地域の定義は「松阪市を中心とする区域」、枝肉格付けは「A5・B5に限る」というように改正された。肉牛協会は定義を制定するのみならず、東京都中央卸売市場食肉市場または三重県松阪食肉公社で屠畜した松阪牛の枝肉に、鈴の形をした松阪牛の印を押し、「チケット」と呼ばれる牛肉証を発行して本物の松阪牛であることを証明する業務を行っていた。
一方、肉牛協会以外にも松阪肉牛共進会と松阪肉牛生産者の会という松阪牛に関する組織が結成され、それぞれ独自の松阪牛の定義を制定していた。中でもよく認知されていた「A5・B5に限る」という規定を設けていたのが肉牛協会であった。3団体がそれぞれ松阪牛の定義を設けるという不統一の隙をついて、「松阪和牛」、「松阪産和牛」などの紛らわしい表示が横行し、販売者側が独自の定義に基づいて「松阪牛」と名付けて販売するという事態も発生した。2002年（平成14年）3月5日には大阪市の会員が近江牛の去勢牛を松阪牛と偽って販売していたとして、協会設立以来初めてとなる除名処分を下した。さらに2000年代にはBSE問題や牛肉偽装事件を経て消費者の牛肉に対する信頼が揺らぎ、松阪牛のブランド価値をも低下させてしまった。
松阪市当局はこれを曖昧だった松阪牛の定義を統一する追い風と捉え、まず肉牛協会と肉牛共進会の流通システムを参考にして2002年（平成14年）3月に松阪牛個体識別管理システムを構築、関係者と協議してシステム要領を制定し、8月より本格運用した。次に肉牛協会・肉牛共進会・肉牛生産者の会と協議して松阪牛の定義統一に乗り出し、2003年（平成15年）5月に統一が完了した。統一に当たっては当初、長年運用してきた独自の定義を変更することに対して反発が大きかったという。また統一定義の制定により松阪牛を名乗れなくなって収入が激減したとして、旧大内山村（現・大紀町）の男性から損害賠償を求める訴訟を起こされたが、2010年（平成22年）11月4日に津地方裁判所から原告敗訴とする判決が下された。